# SKA-Sibal Taszkent
SKA-Sibal Taszkent (uzb. SKA-«Sibal» (Toshkent) futbol klubi, ros. Футбольный клуб СКА-«Сибал» (Ташкент), Futbolnyj Kłub SKA-„Sibal” (Taszkient)) – uzbecki klub piłkarski, z siedzibą w stolicy kraju, Taszkencie.

## Historia
Chronologia nazw:
- 1946–1953: DO Taszkent (ros. ОДО Ташкент)
- 1954–1959: ODO Taszkent (ros. ДО Ташкент)
- 1960–1965: SKA Sokoł Taszkent (ros. СКА «Сокол» Ташкент)
- 1969–1987: SKA Taszkent (ros. СКА Ташкент)
- 1988–1989: SKA-RSzWSM Taszkent (ros. СКА-РШВСМ Ташкентская обл., Ангрен)
- 1992: Paxtakor-79 Taszkent (ros. «Пахтакор-79» Ташкент)
- 1993: Binokor Taszkent (ros. «Бинокор» Ташкент)
- 18.03.1993–2001: MHSK Taszkent (ros. МХСК Ташкент)
- Od 2002: SKA-Sibal Taszkent (ros. СКА-«Сибал» Ташкент)

Piłkarska drużyna DO (Dom Oficerów) została założona w miejscowości Taszkent i reprezentowała okręg wojskowy.
W 1946 klub debiutował w Trzeciej Grupie, strefie środkowoazjatyckiej Mistrzostw ZSRR, w której zajął 12. miejsce.
W 1947 po reorganizacji systemu lig ZSRR awansował do Drugiej Grupy, strefy środkowoazjatyckiej. W 1953 klub zrezygnował z dalszych rozgrywek na szczeblu profesjonalnym i potem jako ODO Taszkent i SKA Sokoł Taszkent występował w rozgrywkach amatorskich. Dopiero w 1969 pod nazwą SKA Taszkent na rok powrócił do Klasy B, strefy środkowoazjatyckiej, ale po kolejnej reorganizacji systemu lig został pozbawiony miejsca w rozgrywkach profesjonalnych. Potem występował tylko w turniejach lokalnych.
W 1988 klub zmienił nazwę na SKA-RSzWSM Taszkent i w 1989 startował w Drugiej Niższej Lidze, strefie 7, gdzie zajął przedostatnie, 20. miejsce, i pożegnał się z rozgrywkami na szczeblu profesjonalnym.
Również w latach 1947–1954 zespół startował w rozgrywkach Pucharu ZSRR.
W 1992 jako Paxtakor-79 Taszkent debiutował w nowo powstałej I lidze Uzbekistanu.
Na początku 1993 zmienił nazwę na Binokor Taszkent, a wkrótce 18 marca na MHSK Taszkent. W sezonie 1998 zajął przedostatnie, 15. miejsce, w I lidze Uzbekistanu i spadł do niższej ligi.
W 2002 przyjął nazwę SKA-Sibal Taszkent.

## Sukcesy
- Druga Grupa A ZSRR, turniej finałowy:
  - 6 miejsce: 1948
- Puchar ZSRR:
  - 1/8 finalista: 1948, 1950
- Mistrzostwo Uzbeckiej SRR:
  - mistrz: 1955, 1956, 1970
- Puchar Uzbeckiej SRR:
  - zdobywca: 1946, 1954, 1960, 1971
- Mistrzostwo Uzbekistanu:
  - mistrz: 1997
  - wicemistrz: 1995
  - 3 miejsce: 1996
- Puchar Uzbekistanu:
  - finalista: 1995

## Trenerzy
- 1946–1948:  Nikołaj Fedorczenko

...
- 1950–1953:  Władimir Czumak
- 1953:  Grigorij Tuczkow

...
- 1961:  Evgeniy Valitskiy

...
- 1965:  Yakov Kaprov
- 1966:  Grigorij Tuczkow
- 1967:  Witalij Witkałow
- 1968:  Nikolay Kim
- 1969:  Giennadij Czeremowski

...
- 1989:  Evgeniy Valitskiy
- 1990–1991:  Vladimir Zhukovkiy
- 1992:  Boris Ławrow
- 10.1992–06.1993:  Wiaczesław Sołowjow
- 1993:  Birodar Abduraimov
- 1994–31.05.1995:  Bahrom Hakimov
- 01.1995–1995:  Aleksandr Ivankov
- 1996–24.08.1996:  Grigoriy Tseytlin
- 25.08.1996–05.1998:  Rustam Mirsodiqov

...